# کوسه صیقلی خاکستری
کوسه صیقلی خاکستری (نام علمی: Mustelus californicus) نام یک گونه از تیره کوسه‌های تازی است.